# NewSpace
NewSpace (НовыйКосмос) (Ранее alt.space, также new space и  commercial space) — общее название движения и философии. Эти термины применяются для обозначения относительно нового явления в космонавтике, а именно, аэрокосмических компаний, работающих на коммерческой основе независимо от правительств. Целью движения является предоставление дешёвого доступа в космос вплоть до освоения Марса и колонизации космоса.

## Участники

### Частные компании
По состоянию на 2019 год существуют следующие частные аэрокосмические компании:
- Ai SpaceFactory
- Ad Astra Rocket Company[англ.]
- Alba Orbital[англ.]
- Altius Space Machines[англ.]
- ARCAspace[англ.]
- Astra Space
- Astrobotic Technology
- Axiom Space
- Aurora Propulsion Technologies
- Bigelow Aerospace
- Blue Origin
- Celestial Circuits[англ.]
- Celestis[англ.]
- Copenhagen Suborbitals
- Deep Space Industries
- Digital Solid State Propulsion[англ.]
- Earth2Orbit[англ.]
- ELIGOS[англ.]
- Elysium Space[англ.]
- Exos Aerospace[англ.]
- ExPace
- Final Frontier Design[англ.]
- Firefly Aerospace
- Galactic Suite Design[англ.]
- GAUSS Srl[англ.]
- Generation Orbit[англ.]
- GomSpace[англ.]
- Iceye[англ.]
- i-Space[англ.]
- ispace[англ.]
- Independence-X Aerospace[англ.]
- Innovative Solutions In Space[англ.]
- Innovative Space Propulsion Systems[англ.]
- Interorbital Systems[англ.]
- JP Aerospace[англ.]
- Kepler Communications[англ.]
- LandSpace[англ.]
- LinkSpace[англ.]
- Made In Space[англ.]
- Maritime Launch Services[англ.]
- Masten Space Systems[англ.]
- MirrorSwarm
- Momentus Space[англ.]
- Moon Express
- Mu Space[англ.]
- Mynaric[англ.]
- NanoAvionics[англ.]
- NanoRacks[англ.]
- NovaWurks[англ.]
- NuSpace
- OneSpace[англ.]
- OneWeb
- Orbex[англ.]
- Orbital Technologies
- Orbit Fab
- Orion Span[англ.]
- Planet Labs
- Planetary Resources
- PLD Space[англ.]
- Powerlight Technologies
- PTScientists[англ.]
- Raptor Space Services[англ.]
- Relativity Space[англ.]
- Reaction Engines Limited[англ.]
- Rocket Lab
- Satellogic[англ.]
- Scaled Composites
- Shackleton Energy Company[англ.]
- Sierra Nevada
- Sky and Space Global[англ.]
- Skyrora[англ.]
- Space Adventures
- Spaceflight Industries[англ.]
- SpaceX
- Spire Global[англ.]
- Stratolaunch Systems
- S7 Space
- The Spaceship Company
- Tethers Unlimited[англ.]
- UP Aerospace[англ.]
- Virgin Galactic
- Virgin Orbit
- Zero 2 Infinity[англ.]
- Zero Gravity Corporation
- Zero Point Frontiers Corporation[англ.]

### Другие организации
- Американское астронавтическое общество[англ.]
- Американский институт аэронавтики и космонавтики[англ.] (AIAA)
- Фонд B612
- Center for the Advancement of Science in Space
- Федерация коммерческих космических полётов[англ.]
- Inspiration Mars Foundation
- Mars One
- (The) Mars Society
- National Space Society
- Планетарное общество
- ShareSpace Foundation (Buzz Aldrin)
- Space Access Society
- Space Angels Network
- Space Foundation
- Space Frontier Foundation
- Space Settlement Institute
- Space Tourism Society
- SpaceIL
- TMRO
- U.S. Space & Rocket Center (USSRC)

В России
В настоящее время в России существуют:
- АК "Новый космос" (JSC New Space Corp.) — российская компания, разрабатывающая ледовую навигационную платформу для использования на Северном морском пути[5] (включена[6] OFAC США в SDN-список[7] 15.01.2025 года)
- «Лин Индастриал», занимающаяся разработкой новых сверхлёгких ракет-носителей для освоения космоса[8]

## Правовые основания

### Международное право
Деятельность частных аэрокосмических компаний определяется следующими нормами международного космического права;

### Американское право
- Договоры и принципы Организации Объединенных Наций по космосу
- соглашения США и СССР (1992 г. и последующие)